# Congrès international des mathématiciens de 1900
Le Congrès international des mathématiciens de 1900 (en abrégé ICM 1900) a été le deuxième Congrès International des Mathématiciens tenue à Paris du 6 août au 12 août 1900.
Le Congrès a réuni 250 membres à part entière.
La première rencontre a eu lieu au Café Voltaire, le dimanche 5 août, à 20h30. avant l'inauguration officielle du Congrès, et a permis à plusieurs de ses membres de nouer des contacts, de se lier ou de renouer des amitiés.
Les délégués se sont réunis le mardi 7 août pour un déjeuner, servi à l'École Normale Supérieure dont le Directeur, MM Georges Perrot, avait bien voulu nous fournir la Salle des Actes ; Mme Jules Tannery a gracieusement accepté de faire les honneurs. MM Perrot, Moritz Cantor et Darboux prirent successivement la parole dans des toasts très applaudis.
Les délégués ont été reçus vendredi 10 août par le Président de la République française, Émile Loubet, et samedi 11 août, en même temps que leurs collègues du Congrès de Physique, par le Prince Roland Bonaparte, dont on connaît le généreux dévouement aux entreprises scientifiques.
Enfin, après la clôture du Congrès, ses membres se sont réunis en grand nombre le dimanche 12 août, à midi, pour un banquet d'adieu que de nombreuses dames et jeunes filles ont bien voulu honorer et charmer de leur présence. Le Président du Congrès s'est malheureusement trouvé trop fatigué pour y participer. De nombreux toasts ont été portés, d'abord par MM Darboux, qui a excusé M Poincaré, puis par M Carl Friedrich Geiser, au nom des délégués étrangers, par M Jules Tannery qui a proposé la santé des absents, et par MM Cyparissos Stephanos et Nikolái Vasíliev ; M Darboux, enfin, reprit la parole en son propre nom, et improvisa un discours charmant, dans lequel il souligna combien il faut que les mathématiciens se sentent proches, puisqu'il n'y a pas de savants dont les travaux soient plus désintéressés, ni moins susceptibles de conquérir le masses de laïcs.
Certains membres du congrès se sont retrouvés en soirée à l'Opéra, lors d'une soirée de gala pour laquelle le ministre de l'Instruction publique et des Beaux-Arts, M. Georges Leygues, a réservé quelques places aux membres du Congrès de l'ICM.

## Lieu du congrès
Les rapports des assemblées générales et ceux des sections sont donnés ci-après ; à l'exception de la séance d'ouverture tenue au Palais des Congrès, situé dans l'enceinte du Parc des Expositions, elles se sont déroulées à la Sorbonne, dont le Recteur de l'Académie de Paris avait gracieusement mis à notre disposition les amphithéâtres Cauchy, Le Verrier et Chasles, de la Faculté des sciences, ainsi que l'amphithéâtre Richelieu, pour la séance de clôture générale.

## Cérémonie d'ouverture
C'est au Palais des Congrès, construit sur le terrain de l'Exposition universelle, que s'est tenue la séance d'ouverture, lundi 6 août, de neuf heures du matin à onze heures et demie. Dans le public, de nombreuses dames et jeunes filles aux claires toilettes.
M Jules Tannery, au nom du ministre de l'Instruction publique et des Beaux-Arts, dont il est le représentant officiel, a déclaré le Congrès ouvert et souhaité la bienvenue aux membres étrangers. Il propose de confier la présidence du Congrès à M. Henri Poincaré, qui est nommé par acclamation.
M Henri Poincaré a remercié l'assemblée et a proposé de nommer le président d'honneur M Charles Hermite, qui a été empêché de venir en personne assister aux travaux du Congrès en raison de son âge avancé, mais qui, néanmoins, a expliqué M Poincaré, "est avec nous de cœur". Cette proposition a été accueillie par des applaudissements prolongés.
Poursuivant son bref discours, le Président a rappelé que parmi les résolutions à prendre par le Congrès, il en était une qui fixera la date et le lieu du prochain Congrès, ainsi que les organes ou associations chargés de le préparer et de l'organiser. Il mentionne que, lors du premier Congrès, de nombreux mathématiciens avaient exprimé le souhait que le troisième Congrès se tienne à Baden-Baden.
Enfin, sur proposition du Président, ont été nommés par acclamation:
Vice-présidents: MM Emanuel Czuber, Paul Gordan, Alfred George Greenhill, Ernst Leonard Lindelöf, Ferdinand von Lindemann, Gösta Mittag-Leffler, Eliakim Hastings Moore, Matvey Tikhomandritzky, Vito Volterra, Hieronymus Georg Zeuthen.
Secrétaire général: M Duporcq.
Secrétaires: MM Bendixson, Capelli, Minkowski, Ptaszycki, Whitehead.
Présidents des six sections: MM Hilbert, Painlevé, Darboux, Larmor, Prince Roland Bonaparte, Moritz Cantor.
Secrétaires de section: MM Élie Cartan, Hadamard, Niewenglowski, Lévi-Civita, d'Ocagne, Laisant.
Conformément au programme, le Président a donné la parole à M Moritz Cantor, qui a lu en français sa conférence Sur l'historiographie des mathématiques; puis à M Vito Volterra, qui a lu, également en français, sa conférence à conférence intitulée : Betti, Brioscia, Casorati.
M. Rados a ensuite prononcé quelques mots au nom du ministre de l'Instruction publique de Hongrie, dont il est le délégué officiel. Enfin, le Secrétaire général a fourni quelques indications orales aux délégués.
La séance est levée à 11h30.

## Problèmes de Hilbert
À bien des égards, c'est la conférence de David Hilbert sur les problèmes de Hilbert futurs des mathématiques qui est devenue la conférence la plus célèbre donnée à un Congrès international de mathématiciens. Il est parfois décrit comme une conférence plénière et parfois non. Nous expliquons pourquoi il y a une confusion. Hilbert a été invité à donner une conférence plénière au Congrès de 1900. Il ne pouvait pas décider d'un sujet et a discuté de ce dont il devrait parler avec Hermann Minkowski et Adolf Hurwitz. Finalement, il a décidé de discuter de problèmes mathématiques en suspens, mais a pris beaucoup de temps pour écrire sa conférence. Le programme du Congrès de 1900 a été publié avant qu'il ne soit prêt et son discours n'a donc pas été annoncé comme une conférence plénière. Il a été prononcé au Congrès lors d'une session conjointe de la Section Enseignement et de la Section Histoire. Au moment où les Actes de la conférence parurent, les organisateurs décidèrent qu'en raison de son importance, ils mettraient l'article de Hilbert dans la section avec les conférences plénières. Un autre point qui mérite d'être souligné est que, faute de temps, Hilbert n'a parlé que de 10 de ses 23 problèmes dans la conférence bien que tous les 23 apparaissent dans l'article publié. La majeure partie de ce congrès était en français, mais il y avait une discussion sur les problèmes de mathématiques publiés dans un si grand nombre de langues.
Le 8 août, à 9h00, David Hilbert a parlé de Sur les problèmes futurs des mathématiques.
Giuseppe Peano a dit que la communication ultérieure de M Alessandro Padoa aborderait le problème n°2 de M Hilbert. M Rudolf Mehmke rappelle qu'il a proposé certaines représentations monographiques dans l'espace d'où pourrait résulter une solution de l'équation générale du septième degré.

## Source
- E. Duporcq (éditeur), Compte rendu du deuxième Congrès international des mathematiciens tenu à Paris du 6 au 12 août 1900 : Procès verbaux et communications, Paris, Gauthier-Villars, 1902 (lire en ligne).